# Hybe
Hybe (slowakisch 1946 bis 1954 sowie vor 1927 „Hyby“; deutsch Geib, ungarisch Hibbe) ist eine Gemeinde in der nördlichen Mittelslowakei  mit 1457 Einwohnern (Stand 31. Dezember 2024), die zum Okres Liptovský Mikuláš, einem Teil des Žilinský kraj, gehört und in der traditionellen Landschaft Liptau (slowakisch Liptov) liegt.

## Geographie

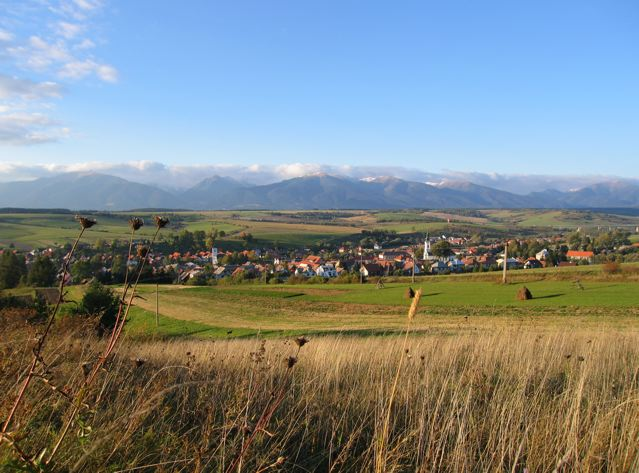
Hybe, mit der Tatra im Hintergrund

Hybe befindet sich im Talkessel Podtatranská kotlina (wörtlich Unter-Tatra-Kessel), genauer im östlichen Teil dessen Untereinheit Liptovská kotlina (wörtlich Liptauer Kessel), am Bach Hybica. Das Katastralgebiet ist fast 53 km² groß und umfasst einen Raum vom Fluss Čierny Váh und Gebirge Kozie chrbty im Süden, über den unteren Lauf des Biely Váh und den Kessel selbst, bis zu den Vorbergen der westlichen Hohen Tatra unter dem Berg Kriváň im Norden. Das Ortszentrum liegt auf einer Höhe von 690 m n.m. und ist neun Kilometer von Liptovský Hrádok, 18 Kilometer von Liptovský Mikuláš sowie 37 Kilometer von Poprad entfernt (Straßenentfernung).
Nachbargemeinden sind Vysoké Tatry (Katastralgemeinde Štrbské Pleso, Stadtteil Podbanské) im Norden, Východná im Nordosten, Osten und Südosten, Kráľova Lehota im Süden und Südwesten, Liptovský Hrádok (Stadtteile Liptovský Hrádok und Dovalovo) im Westen und Liptovská Kokava im Nordwesten.

## Geschichte

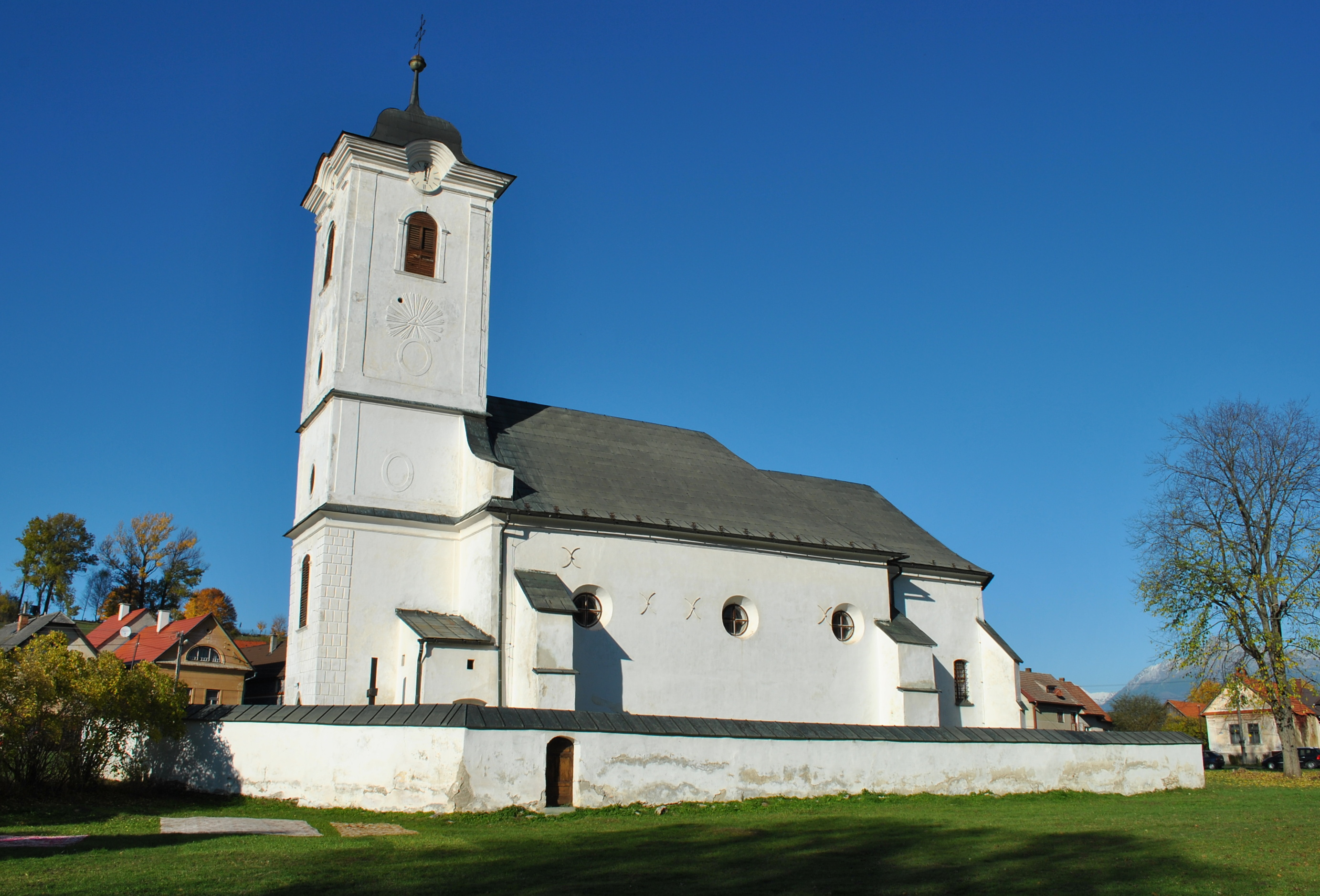
Römisch-katholische Kirche Allerheiligen

Hybe wurde in der ersten Hälfte des 13. Jahrhunderts gegründet und indirekt zum ersten Mal 1230 belegt, als sie zusammen mit dem Ort Uhorská Ves zum Besitz eines gewissen Polk wurde. 1239 wurde der als Hyba genannte Ort an das königliche Gut angegliedert. 1265 erhielt der Ort das Stadtrecht (Karpfener Recht) und wurde Ende des 13. Jahrhunderts zum Marktflecken. Die ursprünglichen Einwohner waren deutsche Bergleute und betrieben im 13. Jahrhundert Goldbergbau an den Hängen des Kriváň und im 14. und in der ersten Hälfte des 15. Jahrhunderts im Tal Bocianska dolina in der Niederen Tatra in der Umgebung der heutigen Gemeinden Nižná Boca und Vyšná Boca. Trotz mehrerer Versuche (zuletzt im 18. Jahrhundert) war der Bergbau nur wenig erfolgreich. Hybe gehörte seit dem Ende des 14. Jahrhunderts zum Herrschaftsgut von Liptovský Hrádok, galt aber weiterhin was Marktflecken, wenngleich die Stadtrechte gingen im Laufe der Zeit verloren. Spätestens bis zur Wende des 15. und 16. Jahrhunderts wurde der Ort slowakisiert. Als die Bedeutung des Bergbaus schwand, prägten verschiedene Handwerke und Landwirtschaft das Stadtbild.
1535 wohnten hier 15 Bürgerfamilien, vier arme Familien, es gab vier verlassene und neun bewohnte Ansiedlungen. 1784 hatte die Ortschaft 191 Häuser und 1554 Einwohner, 1828 zählte man 217 Häuser und 2035 Einwohner. Die Einwohner waren zu einem großen Teil Handwerker (Gerber, Schmiede, Zimmerleute, Stellmacher, Töpfer, Böttcher, Schuster usw.) und waren insbesondere im 19. Jahrhundert als Maurer bekannt, die u. a. einen namhaften Beitrag beim Aufbau der ungarischen Hauptstadt Budapest leisteten.
Bis 1918 gehörte der Ort im Komitat Liptau zum Königreich Ungarn und kam danach zur neu entstandenen Tschechoslowakei beziehungsweise heute Slowakei.

## Bevölkerung
| Jahr                | 1994 | 2004    | 2014    | 2024    |
| ------------------- | ---- | ------- | ------- | ------- |
| Anzahl der Personen | 1678 | 1602    | 1489    | 1457    |
| Unterschied         |      | −4,52 % | −7,05 % | −2,14 % |

| Jahr                | 2023 | 2024    |
| ------------------- | ---- | ------- |
| Anzahl der Personen | 1464 | 1457    |
| Unterschied         |      | −0,47 % |

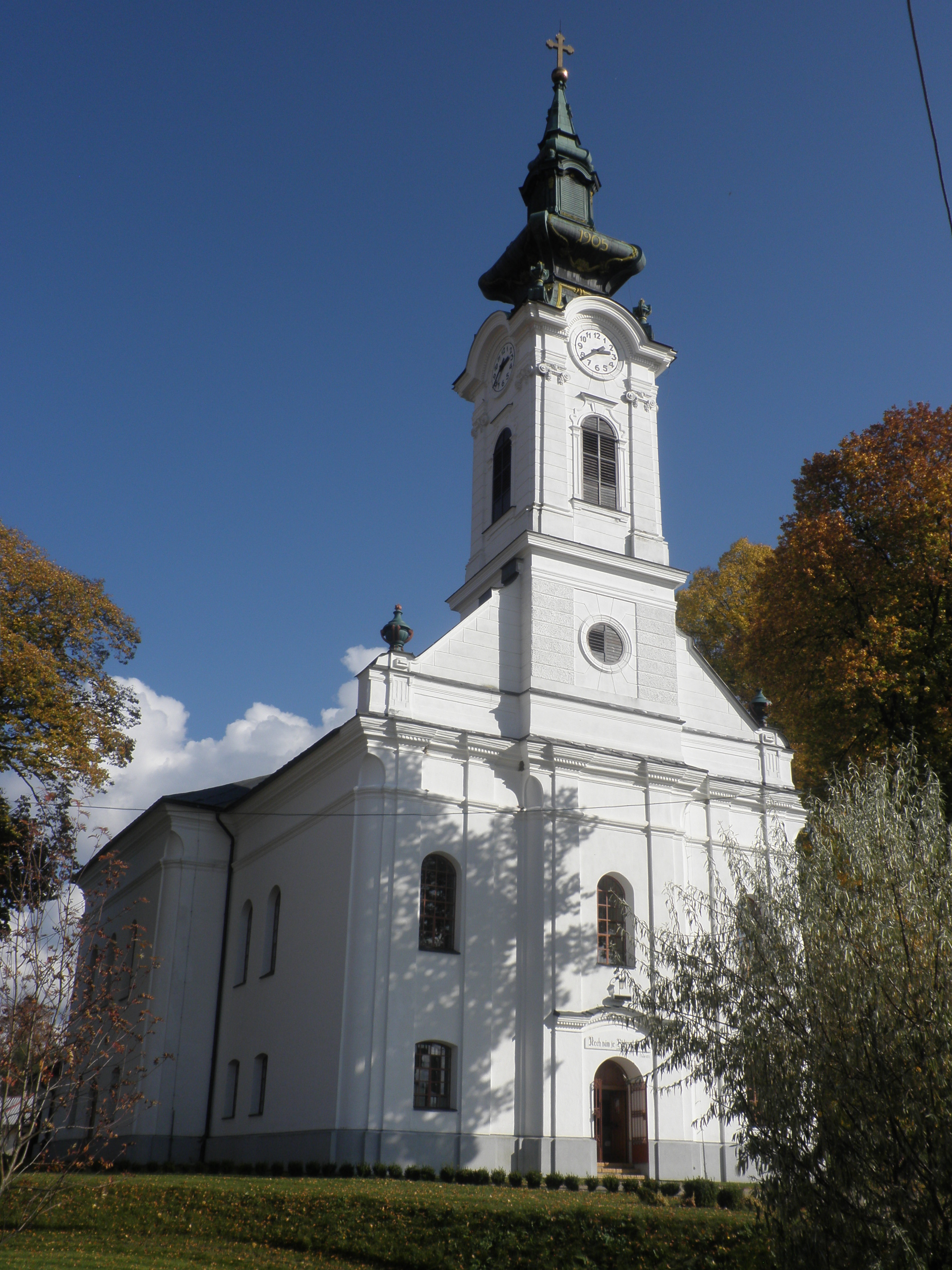
Evangelische Kirche

Gemäß der Volkszählung 2011 wohnten in Hybe 1522 Einwohner, davon 1487 Slowaken, sechs Tschechen, jeweils vier Mährer und Pole sowie ein Rom. Ein Einwohner gab eine andere Ethnie an und 19 Einwohner machten keine Angabe zur Ethnie.
923 Einwohner bekannten sich zur Evangelischen Kirche A. B., 353 Einwohner zur römisch-katholischen Kirche, sieben Einwohner zur griechisch-katholischen Kirche, vier Einwohner zu den christlichen Gemeinden sowie jeweils zwei Einwohner zu den Zeugen Jehovas, zur evangelisch-methodistischen Kirche und zur tschechoslowakischen hussitischen Kirche. Neun Einwohner bekannten sich zu einer anderen Konfession, 168 Einwohner waren konfessionslos und bei 52 Einwohnern wurde die Konfession nicht ermittelt.

## Bauwerke und Denkmäler
- römisch-katholische Allerheiligenkirche, im frühgotischen Stil gegen 1300 errichtet, wurde später barock-klassizistisch umgebaut und 1824 mit einem Turm versehen. Die Innenausstattung stammt überwiegend aus den 18. und 19. Jahrhunderten. Hier befindet sich die Grabstätte des ungarischen Dichters Bálint Balassa und seiner Familie.
- evangelische Kirche im klassizistischen Stil aus den Jahren 1822–1826 an der Stelle der älteren hölzernen Artikularkirche
- Villa des slowakisch-ungarischen Bildhauers Alajos Stróbl, die zwar gegenüber Kráľova Lehota liegt, aber zum Katastralgebiet von Hybe gehört

## Kultur
Der Ort und seine Umgebung ist ein wichtiger Schauplatz in der slowakischen Filmkomödie Pacho, hybský zbojník aus dem Jahr 1975.

## Verkehr
Hybe ist über die Cesta I. triedy 18 („Straße 1. Ordnung“) oder die Autobahnausfahrten Hybe und Liptovský Hrádok (beide an der Autobahn D1) zu erreichen. Überdies ist nach dem Ort die beidseitige Autobahnraststätte Hybe benannt. Den Anschluss an die Bahnstrecke Košice–Žilina gibt es in den Nachbargemeinden Kráľova Lehota und Východná.

## Persönlichkeiten

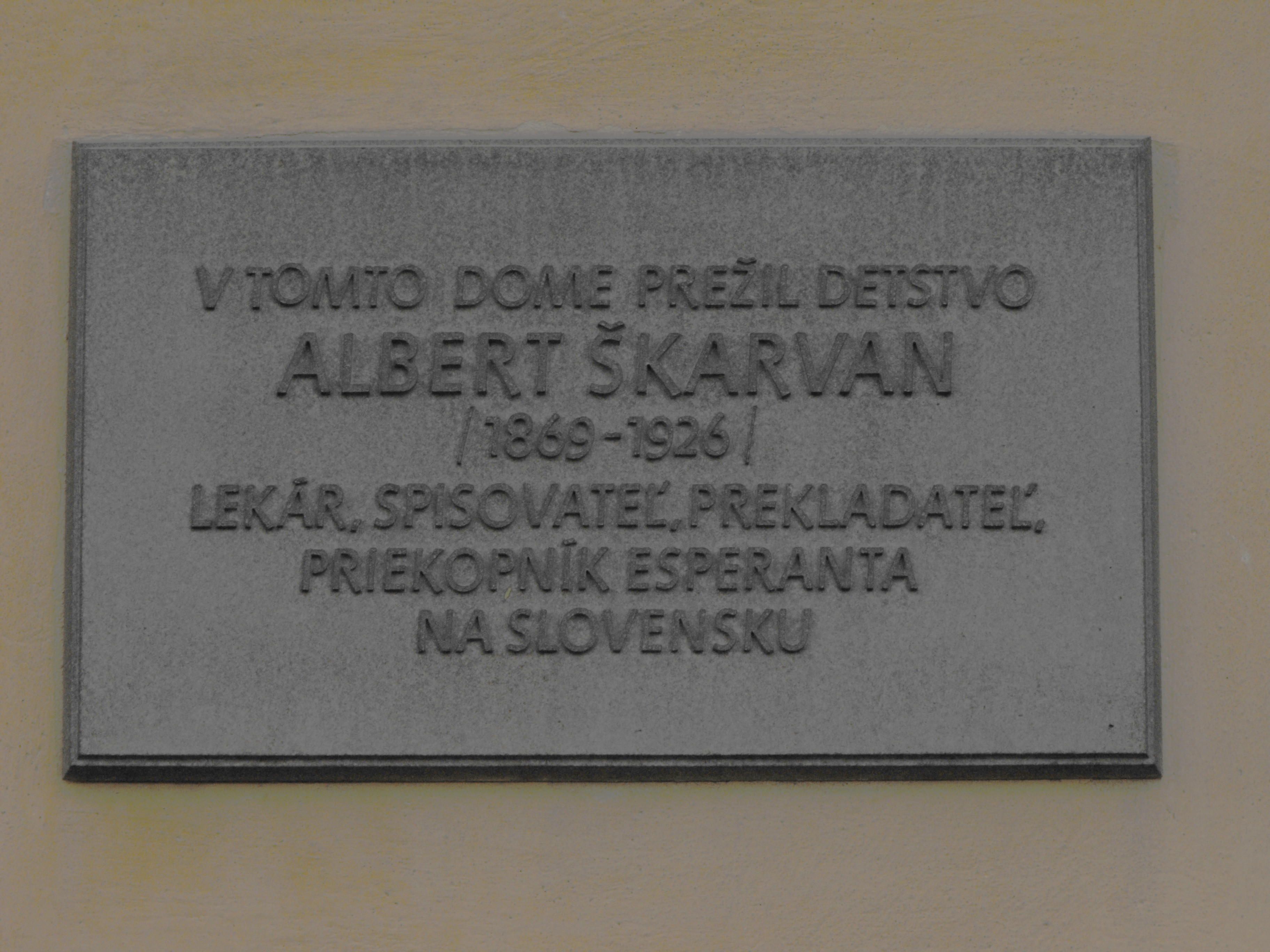
Gedenktafel an Albert Škarvan

- Dobroslav Chrobák (1907–1951), slowakischer Schriftsteller
- Jakub Grajchman (1822–1897), slowakischer Dichter
- Peter Jaroš (* 1940), slowakischer Schriftsteller
- Bertalan Lányi (1851–1921), ungarischer Politiker, Jurist und Justizminister
- Hermína Orfanidesová (1853–1916), slowakische Schriftstellerin
- Vojtech Pavelica (1914–1987), tschechoslowakischer Offizier und Skisportler
- Ivan Rajniak (1931–1999), slowakischer Schauspieler
- Albert Škarvan (1869–1926), ungarischer Schriftsteller, Übersetzer und Mediziner

## Galerie

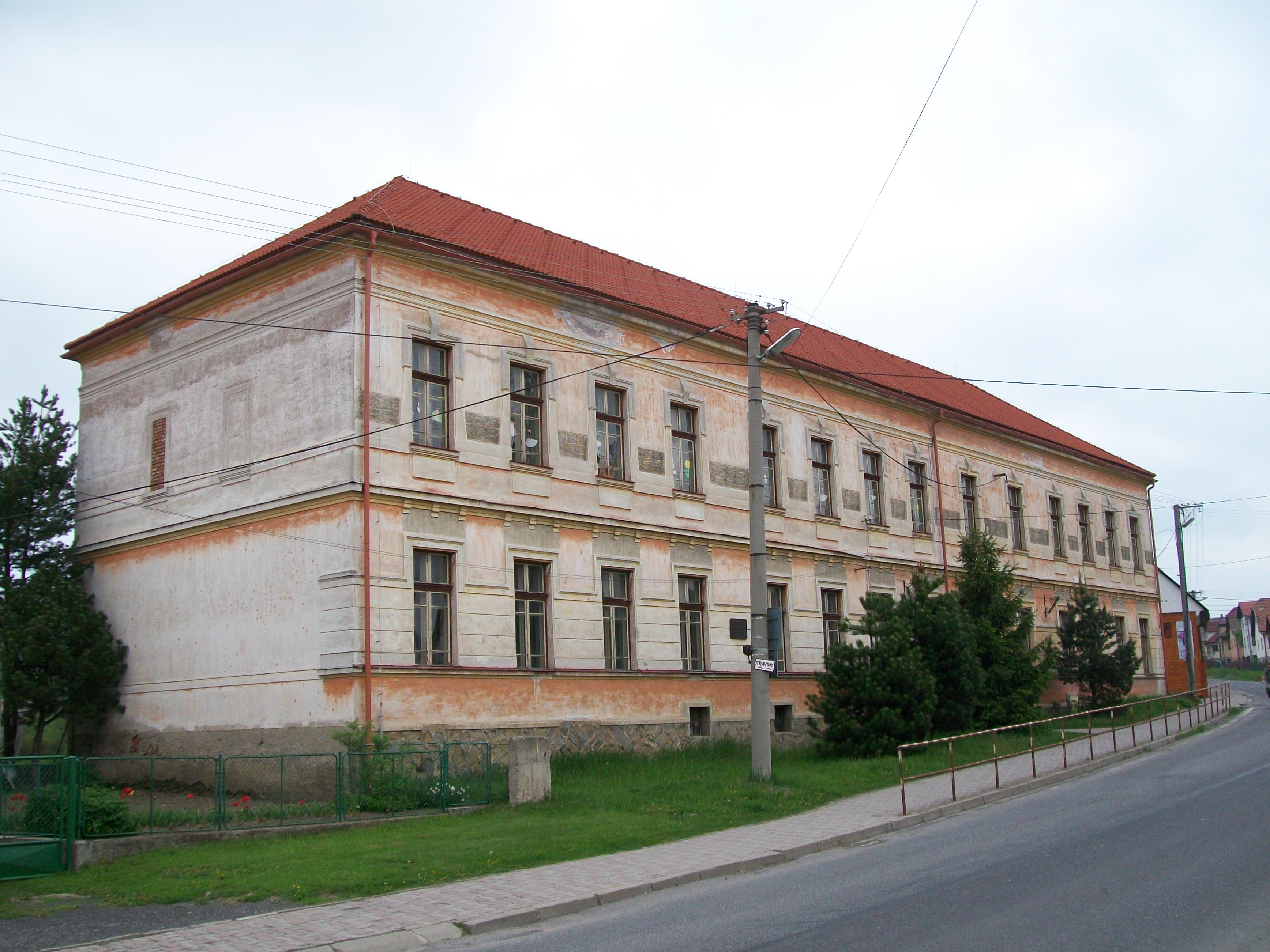
Centrum Quo vadis
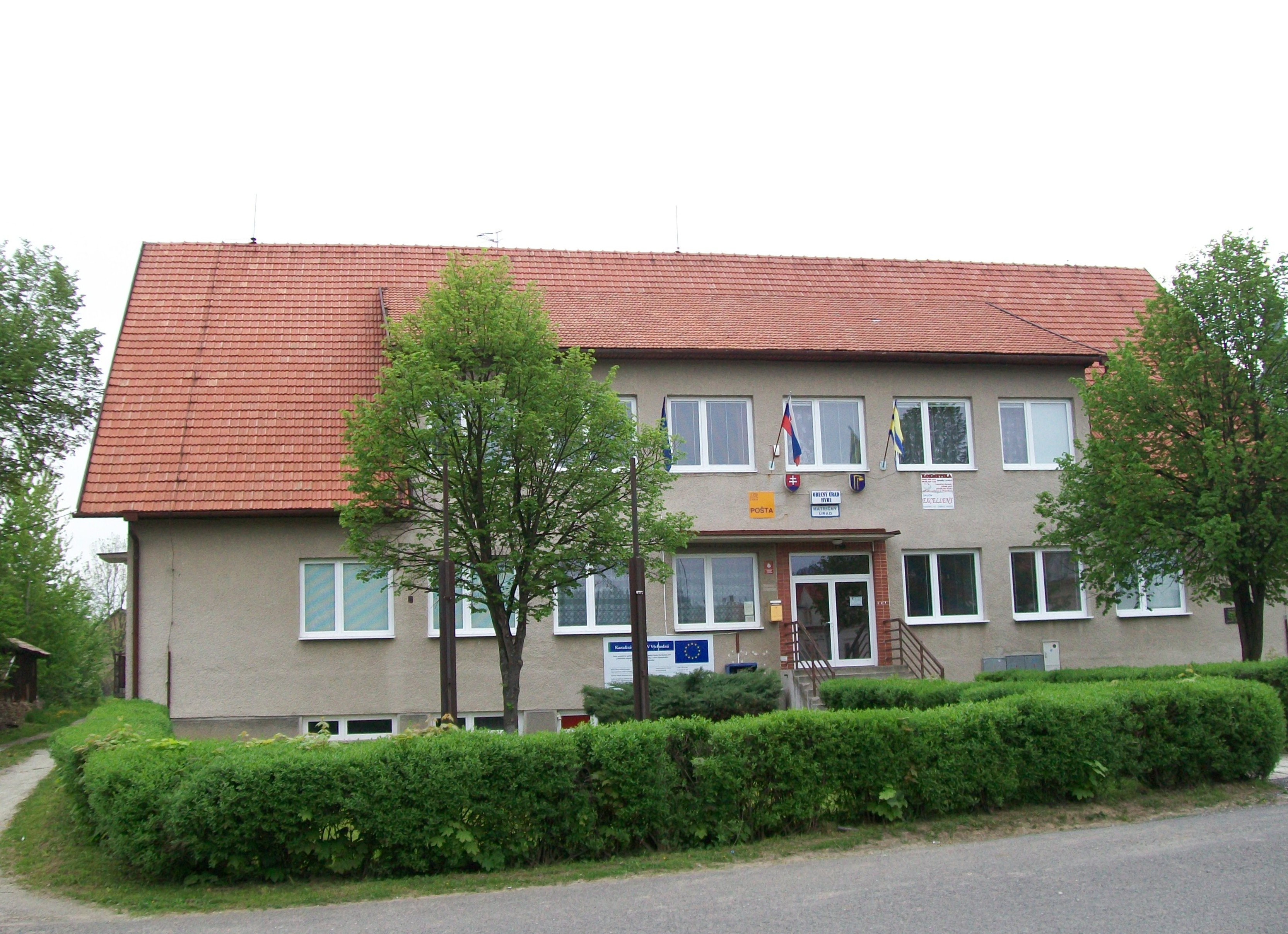
Sitz der Gemeindeverwaltung
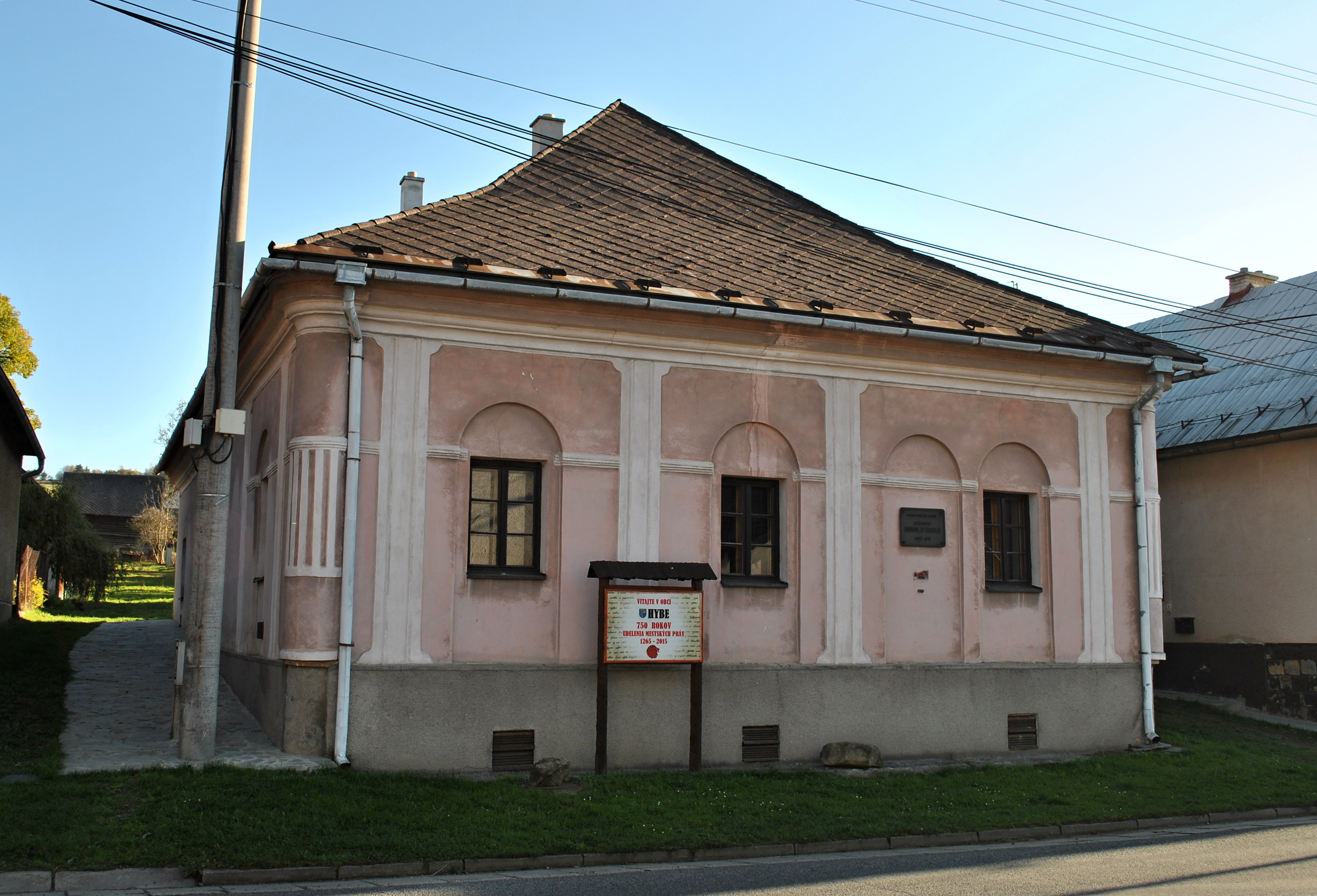
Gedenkhaus von D. Chrobák
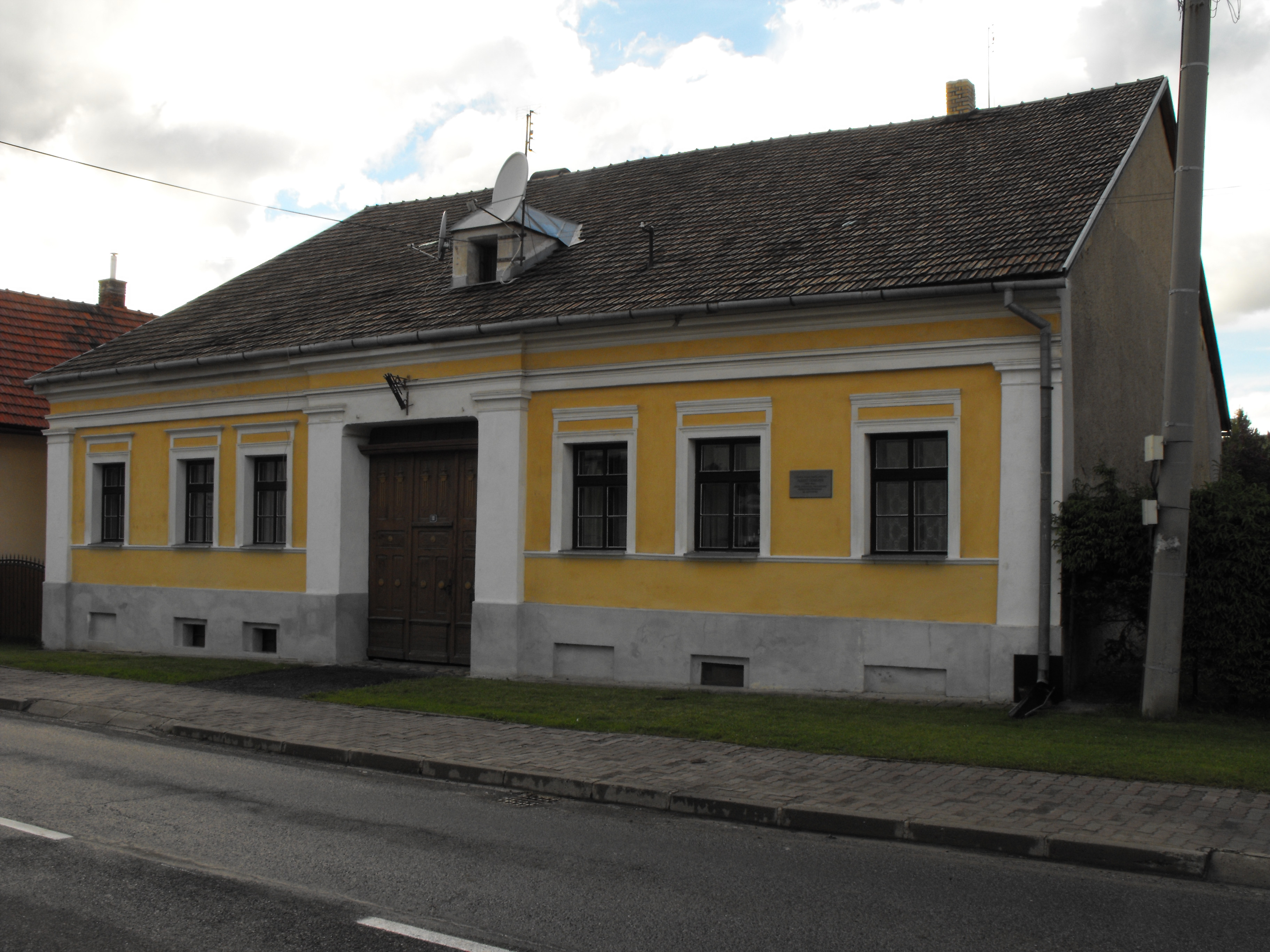
Haus von Albert Škarvan
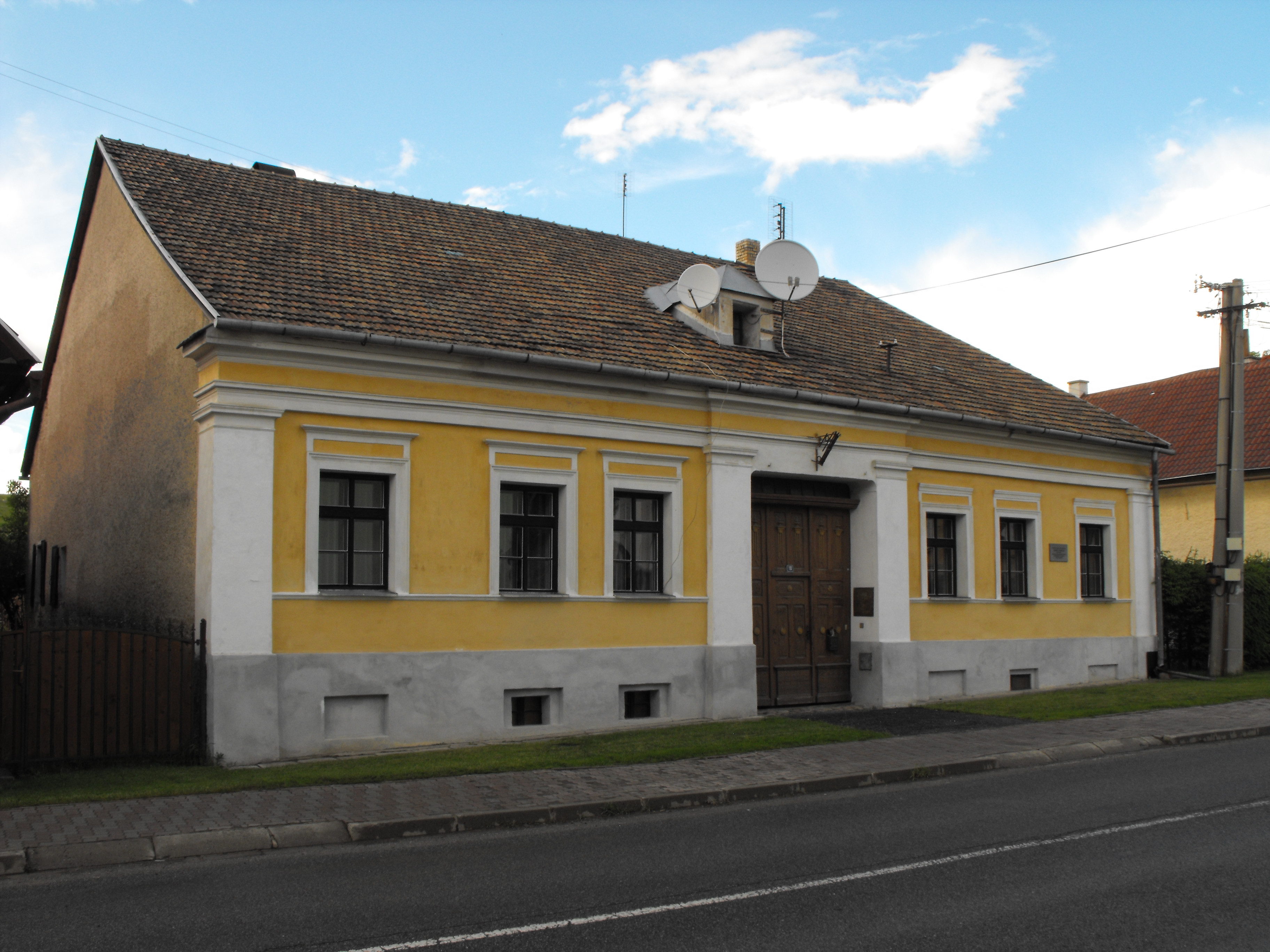
Haus von Albert Škarvan

### Gedenktafeln

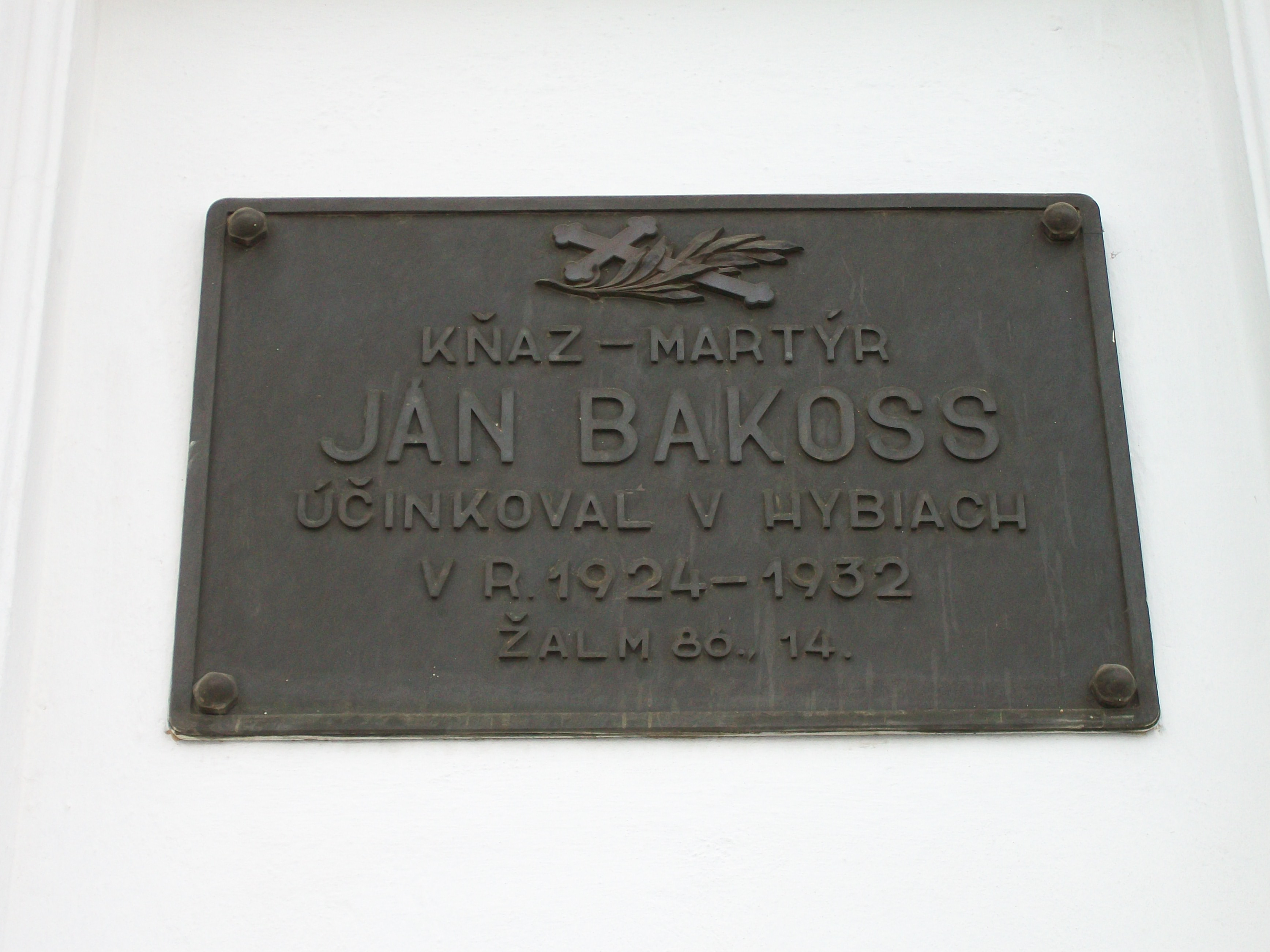
Ján Bakoss
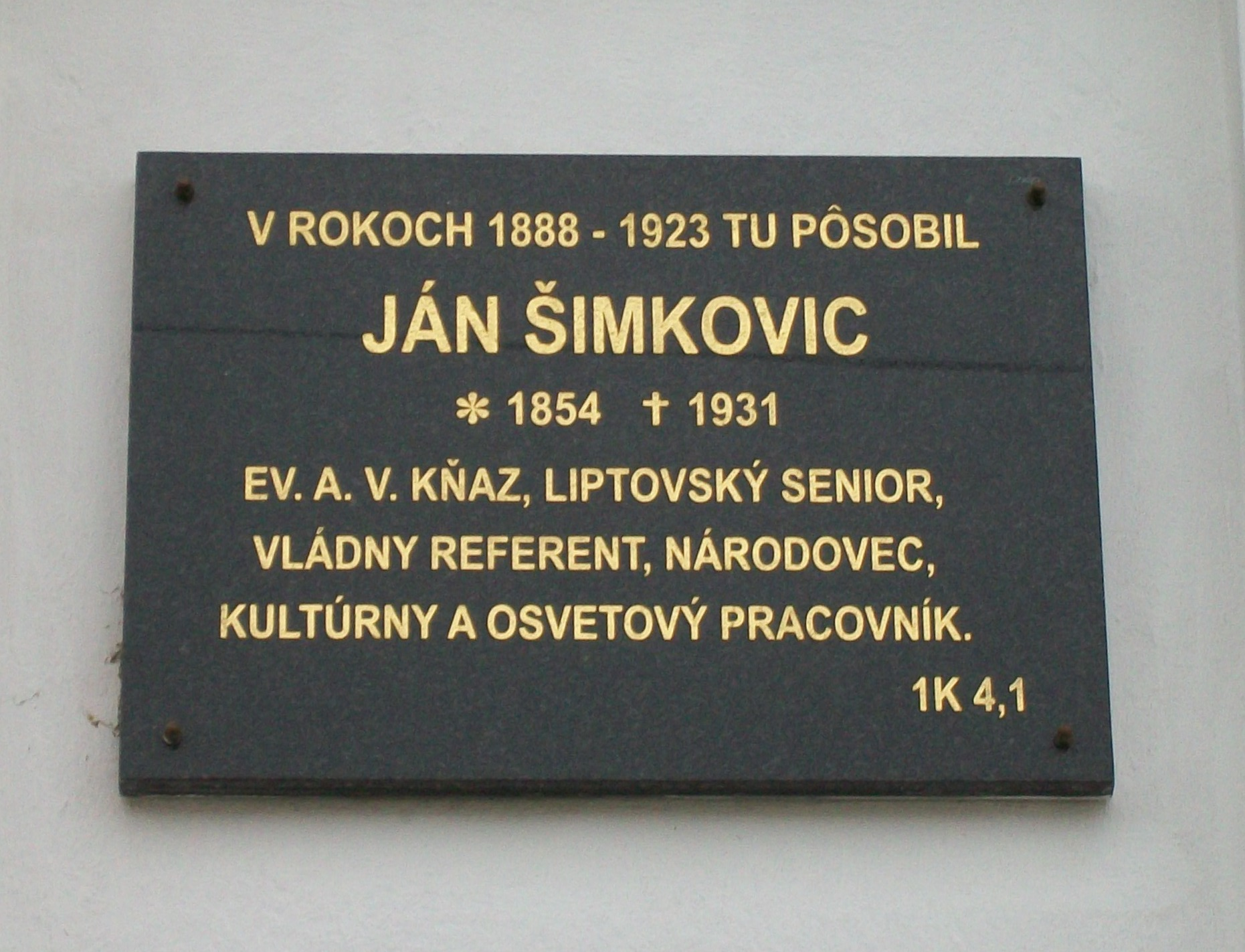
Ján Šimkovic
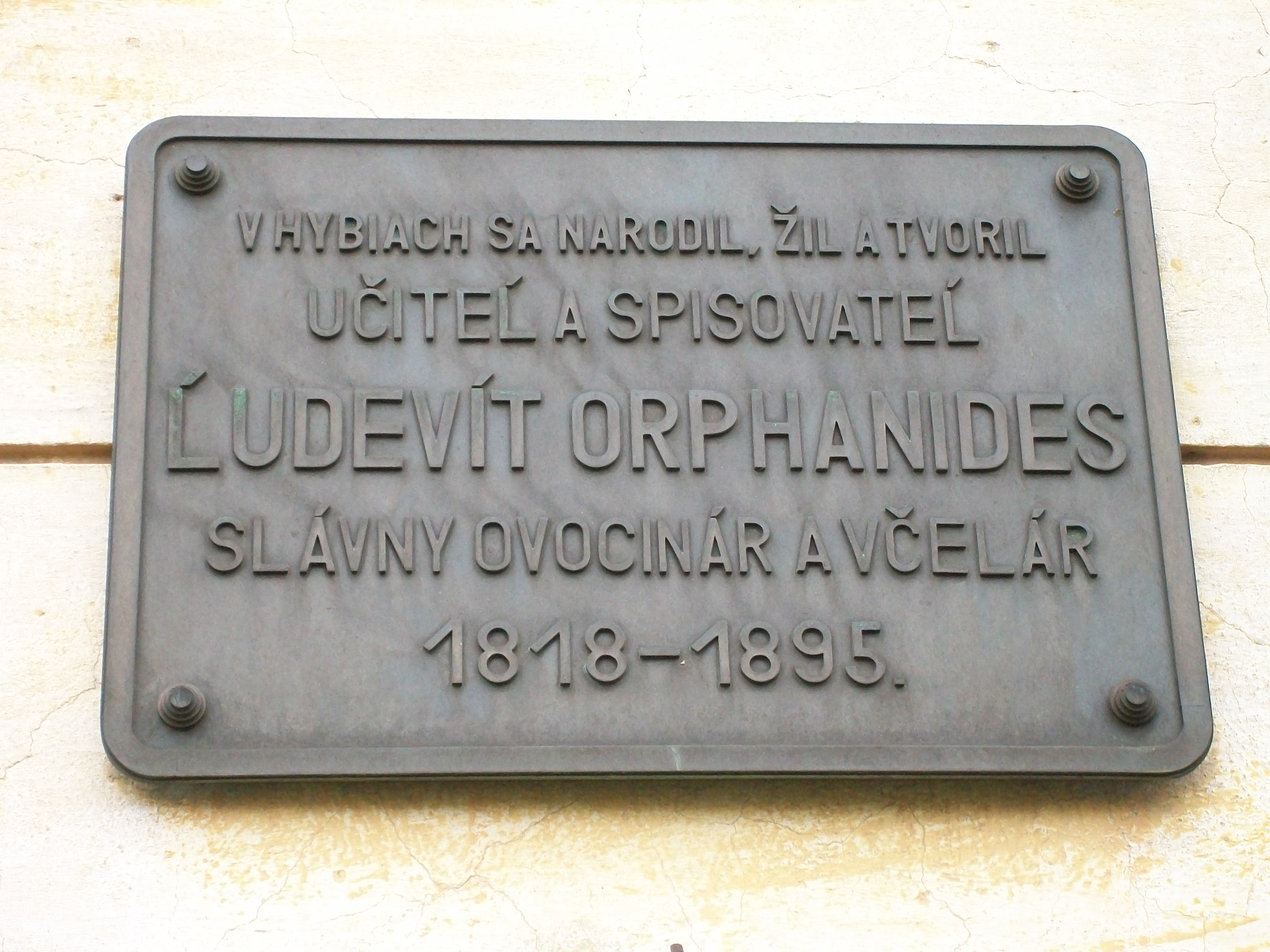
Ľudevít Orphanides